# Robert voor beste acteur
De Robert voor beste acteur is een filmprijs die jaarlijks op de Robertfesten uitgereikt wordt door de Danmarks Film Akademi. 

## Winnaars
| Jaar | Acteur en filmtitel                        |
| ---- | ------------------------------------------ |
| 1984 | Jesper Klein in Skønheden og udyret        |
| 1985 | Lars Simonsen in Tro, håb og kærlighed     |
| 1986 | Reine Brynolfsen in Ofelia kommer til byen |
| 1987 | Torben Jensen in Flamberede hjerter        |
| 1988 | Max von Sydow in Pelle Erobreren           |
| 1989 | Börje Ahlstedt in Skyggen af Emma          |
| 1990 | Frits Helmuth in Dansen med Regitze        |
| 1991 | Tommy Kenter in Lad isbjørnene danse       |
| 1992 | Ole Lemmeke in De nøgne træer              |
| 1993 | Søren Østergaard in Kærlighedens smerte    |
| 1994 | Frits Helmuth in Det forsømte forår        |
| 1995 | Ernst-Hugo Järegård in Riget               |
| 1996 | Ulf Pilgaard in Farligt venskab            |
| 1997 | Thomas Bo Larsen in De største helte       |
| 1998 | Lars Simonsen in Barbara                   |
| 1999 | Ulrich Thomsen in Festen                   |
| 2000 | Niels Olsen in Den eneste ene              |
| 2001 | Jesper Christensen in Bænken               |
| 2002 | Nikolaj Lie Kaas in Et rigtigt menneske    |
| 2003 | Jens Albinus in At kende sandheden         |
| 2004 | Ulrich Thomsen in Arven                    |
| 2005 | Mads Mikkelsen in Pusher 2                 |
| 2006 | Troels Lyby in Anklaget                    |
| 2007 | David Dencik in En Soap                    |
| 2008 | Lars Brygmann in Hvid nat                  |
| 2009 | Jakob Cedergren in Frygtelig lykkelig      |
| 2010 | Lars Mikkelsen in Headhunter               |
| 2011 | Pilou Asbæk in R                           |
| 2012 | Nikolaj Lie Kaas in Dirch                  |
| 2013 | Søren Malling in Kapringen                 |
| 2014 | Mads Mikkelsen in Jagten                   |